# Comarca de Balboa
La comarca de Balboa fue una de las subdivisiones del Estado Soberano de Panamá y del Departamento de Panamá. La comarca dependía del departamento de Panamá y comprendía las islas del archipiélago de las Perlas (en el golfo de Panamá) y la aldea de Chimán (hoy distrito de Chimán), ubicada en el continente.
Mediante la Ley 18 del 31 de enero de 1877, la comarca fue abolida por primera vez y dividida en dos distritos del departamento de Panamá: Saboga y San Miguel, pero luego se restituyó la comarca con la Ley 46 de 1882. La comarca fue eliminada definitivamente y convertida en distrito de la provincia de Panamá (distrito de Balboa) por la Ordenanza 46 de 1896.